# Vallter 2000
La estación de esquí de  Vallter 2000 está situada en el Pirineo Catalán en la provincia de Gerona (España).

## Descripción
Esta pequeña estación de esquí está en el Valle de Camprodón, comarca de Ripollés, muy acogedora y con unos espesores de nieve durante toda la temporada que permiten disfrutar de sus 14 kilómetros de pistas sin ningún problema.

## Servicios
Dispone desde parque infantil, escuela de esquí, cafeterías, restaurantes, servicio médico, trineos, esquí de montaña, raquetas, parapente, tirolina, tiro con arco e hípica, etc

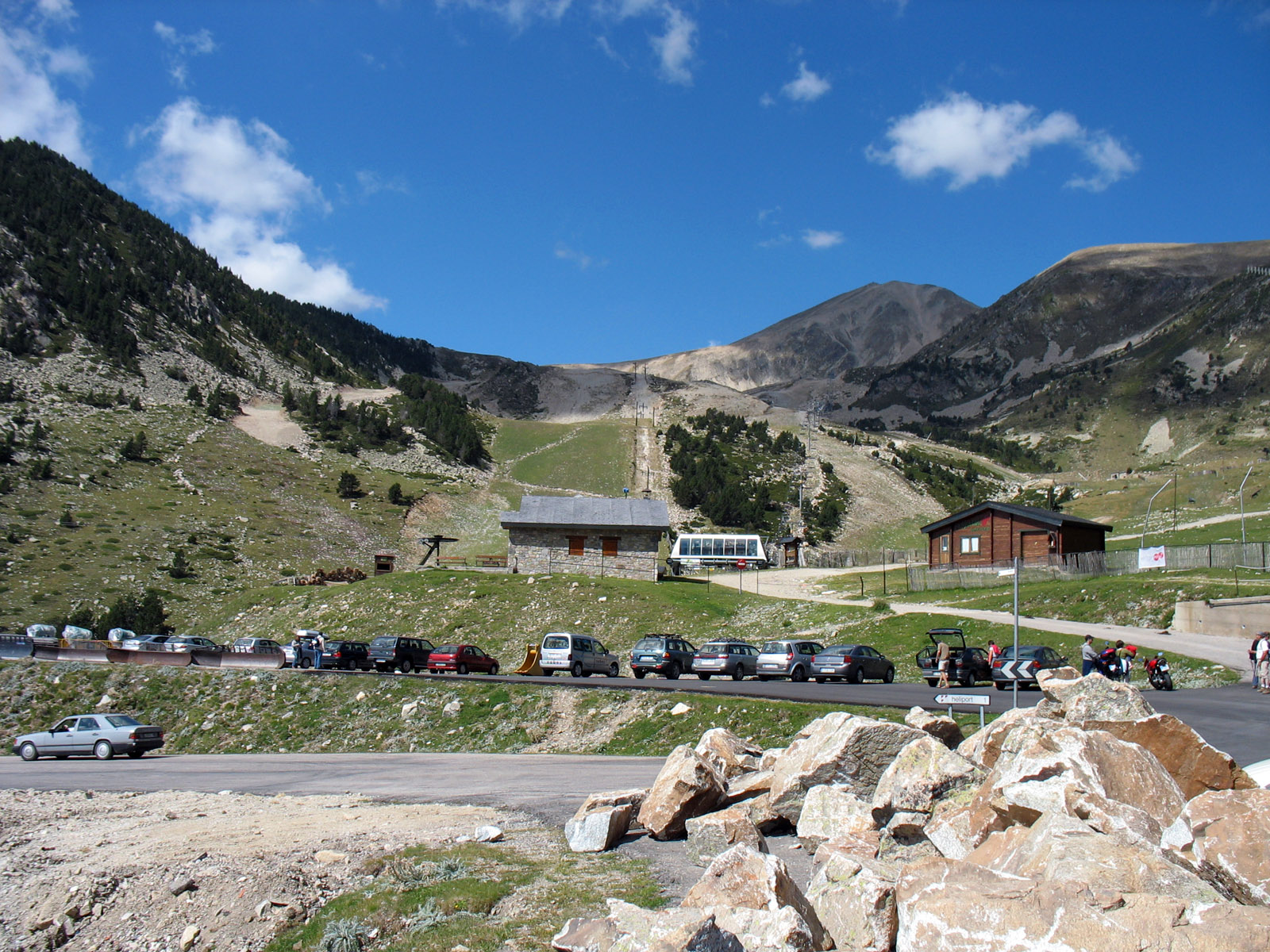
La estación de Vallter 2000 en verano.